# جان اشورث (بازیکن فوتبال)
جان اشورث (انگلیسی: John Ashworth؛ زادهٔ ۱ ژانویهٔ ۱۸۷۰) بازیکن فوتبال اهل بریتانیا است.
از باشگاه‌هایی که در آن بازی کرده‌است می‌توان به باشگاه فوتبال برنلی اشاره کرد.